# パチョリ
パチョリ（英語: patchouli、学名：Pogostemon cablin）とは、シソ科ミズトラノオ属の植物である。ハーブの一つであり、主に精油（パチョリ油）に加工され利用される。古くから香や香水に用いられている。インド原産。その名前はタミル語で緑の葉を意味するパッチャイ・イライ（タミル語: பச்சை இலை）に由来する。パチュリ、パチュリーとも。漢方ではパチョリの全草を乾燥させたものを霍香（カッコウ）と呼び霍香正気散などの漢方薬に用いる。

## 生育地
主に東インドや西インドなど、熱帯地方に生育している。高さおよそ60-90cmの低木であり、暑い環境で良く育つが、直射日光は好まない。その花は強い芳香を放ち、晩秋ごろに開花する。種子は非常に脆く、繊細である。水栽培も可能。

## 利用

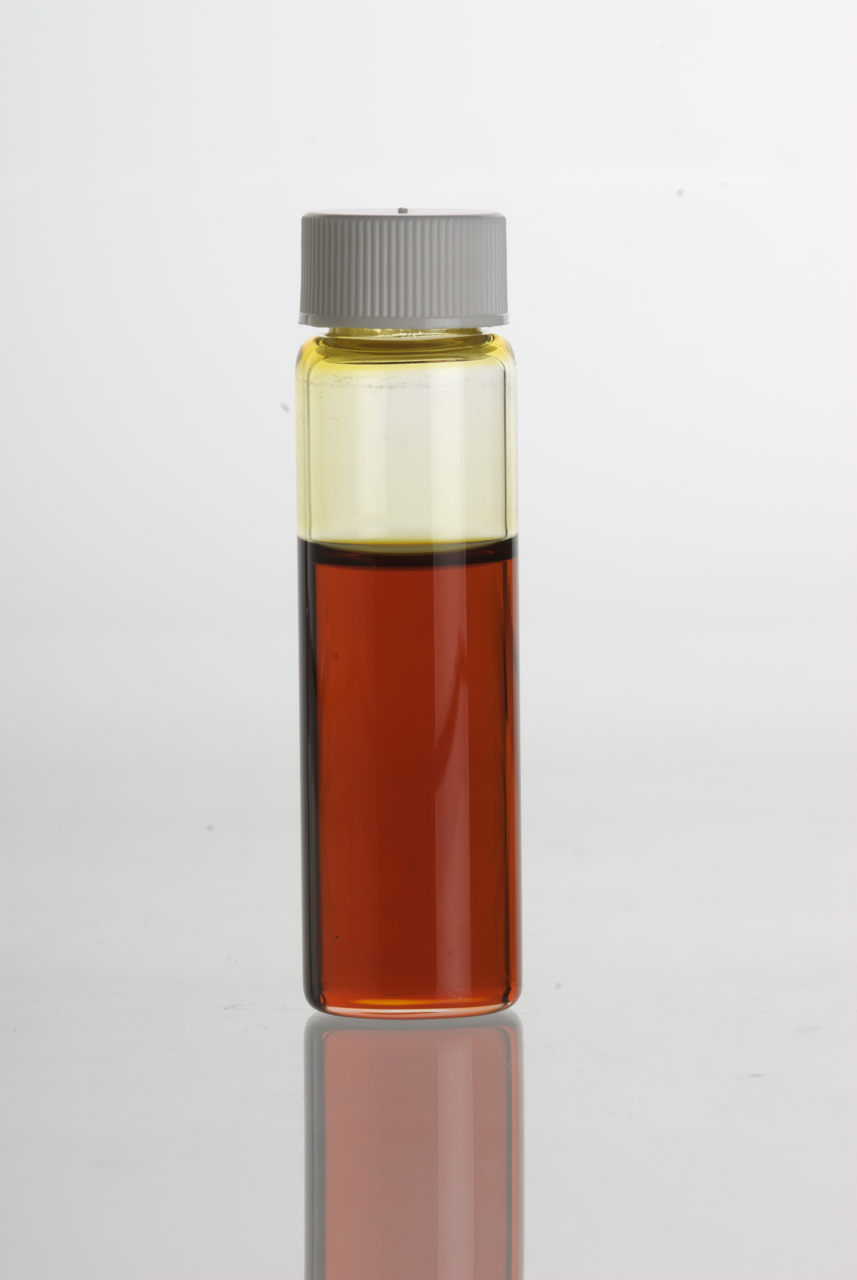
パチョリ油

精油は、乾燥させた葉を水蒸気蒸留することによって得られる。葉は年に数回収穫される。通常、栽培場の近くで新鮮な葉から抽出された油が最高品質のものとされているが、他の国で油の抽出を行うために、葉を乾燥させて輸出することもある。精油の主成分はパチョロールと呼ばれている。

### 防虫
パチョリが虫除けに効果がある、という研究もある。18世紀から19世紀にかけて、中国から中東へ絹を運んだシルクロードの交易商たちは、衣蛾が布に卵を産みつけるのを防ぐために、絹を乾燥させたパチョリの葉とともに包んで運んだ。

### 香料
パチョリ油や香が持つ強い匂いは、他の匂いを消すためにも用いられた。